# فرانکو فراگاپانه
فرانکو فراگاپانه (انگلیسی: Franco Fragapane؛ زادهٔ ۶ فوریهٔ ۱۹۹۳) بازیکن فوتبال اهل آرژانتین است که در پست وینگر برای باشگاه فوتبال مینه‌سوتا یونایتد در لیگ برتر فوتبال ایالات متحده آمریکا بازی می‌کند.
فراگاپانه متولد لاس هراس، استان مندوسا، در سال ۲۰۰۵ در سن ۱۲ سالگی به تیم جوانان باشگاه فوتبال بوکا جونیورز پیوست.
وی همچنین در تیم ملی فوتبال زیر ۲۳ سال آرژانتین بازی کرده‌است.